# Svart satängfågel
Svart satängfågel (Cnemophilus loriae) är en fågel i familjen satängfåglar inom ordningen tättingar.

## Utseende och läte
Svart satängfågel är en medelstor knubbig tätting med en svullen bula på huvudet och rätt smal näbb. Hanen är helsvart, framför ögat och på baksidan av vingen något grönglänsande. I mungipan syns också en gulaktig fläck. Honan är mestadels olivgrön med rostrött på vingar och stjärt. Hanen är lik kortstjärtad vårtparadisfågel, men saknar dennas gula hudflik. Honan liknar hona tofssatängfågel och fackellövsalsfågel, men är mindre, är olivgrön snarare än brun och saknar tofssatängfågelns ljusa öga. Hanen avger en vittljudande nasal vissling.

## Utbredning och systematik
Svart satängfågel behandlas antingen som monotypisk eller delas in i tre underarter med följande utbredning:
- Cnemophilus loriae amethystina – förekommer i de västra, södra samt östra högländerna på Nya Guinea
- Cnemophilus loriae inexpectata – förekommer i Weyland, Nassau, Jayawijaya, Hindenbergen, Victor Emanuel-bergen
- Cnemophilus loriae loriae – förekommer i bergstrakter på sydöstra Nya Guinea (Herzogbergen till Owen Stanley Range)

### Familjetillhörighet
Satängfåglar behandlades traditionellt som en del av familjen paradisfåglar. Genetiska studier har dock visat att de är avlägset släkt och utgör en helt egen utvecklingslinje. Det är oklart exakt vilka deras närmaste släktingar är, där studierna gett olika resultat, antingen basalt i Corvoidea,, som systergrupp till vårtkråkor och hihier eller basalt i Passerida nära en grupp som bland annat består av sydhakar och kråktrastar.

## Status
Svart satängfågel har ett relativt begränsat utbredningsområde, men beståndet anses vara stabilt. IUCN kategoriserar arten som livskraftig.